# 로날트 얀선
프란시스퀴스 로날뒤스 마리아 "로날트" 얀선(네덜란드어: Franciscus Ronaldus Maria "Ronald" Jansen, 1970년 7월 27일~)은 네덜란드의 은퇴한 필드하키 선수로 현역 시절 포지션은 골키퍼이다. 네덜란드 필드하키 대표팀 선수로 활약하여 1996년 하계 올림픽과 2000년 하계 올림픽에서 금메달, 1988년 하계 올림픽에서 동메달을 획득했다. 